# 柳亭燕路 (6代目)
6代目 柳亭 燕路（りゅうてい えんじ、1934年10月20日 - 1991年2月10日）は、昭和から平成にかけての落語家、落語研究家。諸芸懇話会会員。出囃子は『五郎時致のせり』。本名：黒田 建之助。

## 経歴
東京都大田区出身。
1954年（昭和29年）6月、5代目柳家小さんに入門し前座名は小助だった。
1957年（昭和32年）3月に二ツ目で5代目柳家小団治となる。
1968年（昭和43年）9月、橘家文蔵とともに真打に昇進し6代目柳亭燕路を襲名した。
晩年は、肝硬変を患っていたため、入退院を繰り返していたが、体調の様子を見ながら独演会を開いた。
1991年（平成3年）死去。墓所は府中市の多磨霊園。

## 人物
落語家としての活躍だけでなく、落語研究家として、古典落語の普及に尽力し、子供でも落語に親しめるように古典落語をアレンジし、『こども寄席』や『落語家の歴史』の著書がある。後に、『こども寄席』に収録した、古典落語の『子ほめ』が、国語の教科書に読みもの教材として掲載された。新作ではニコライ・ゴーゴリの『外套』を落語化する。『竹取物語』を題材にした創作落語を発表した。
落語の文献の研究、史料の収集に力を注いだ。特に初代談洲楼燕枝の研究には没頭した。晩年「燕枝」の襲名も計画していた。「諸芸懇話会」メンバーとして『古今東西落語家事典』の執筆メンバーとなり、自らが担当した先代の項目では神田の古書店で新作落語の肉筆原稿を見たものの将来襲名するとは思ってもおらず、高価でもあったために入手できなかったことを記している。
自他とも認める筆不精だったが、ワープロがまだ珍しかったころに購入してからは、独演会などの案内などは、自分で作成し、案内状や手紙を書く回数が増えていった。

## 家族
妻は、絵本作家のせなけいこ。息子の比較言語学の黒田龍之助の他に、妻と同じ絵本作家の娘・黒田かおるがいる。

## 著書
- 『落語家の歴史』雄山閣出版〈雄山閣歴史選書〉、1972年
  - 『落語家の生活』雄山閣出版〈生活史叢書〉、1988年
- 『子ども寄席』全12巻（二俣英五郎：絵）こずえ、1975年 - 1977年
  - 『子ども落語』全6冊　ポプラ社〈ポプラ社文庫〉、1981年 - 1982年
  - 『子ども寄席』2巻　日本標準〈シリーズ本のチカラ〉、2010年